# Неправилне тонске групе
Ако се једна нотна вредност подели на 3, 5, 6 или 7 једнакаких делова (уместо на 2, 4, 8, 16), добијају се неправилне тонске групе (фр. groupes irréguliers, engl. irregular rhythmic groupings).
Неправилне тонске групе се обележавају бројем (говори колико нота има у групи) и луком (ставља се изнад или испод броја).

## Шта се све убраја у неправилне тонске групе
У неправилне тонске групе убрајају се:
- Триола[3] - настаје поделом нотне вредности на 3 дела:  Playⓘ

- Квинтола[3] - настаје поделом нотне вредности на 5 делова:  Playⓘ

- Секстола[3] - настаје поделом нотне вредности на 6 делова:  Playⓘ

- Септола[3] - настаје поделом нотне вредности на 7 делова:  Playⓘ